# Triângulo maçónico
Triângulo maçónico (português europeu) ou maçônico (português brasileiro) é a célula base de formação de uma Loja Maçónica (ou Maçônica).
Nos locais em que não haja possibilidade de que uma Loja Maçónica seja formada, pode ser constituído um Triângulo maçónico. 
O Triângulo maçónico pode ser formado desde que exista um número mínimo de três Mestres Maçons, trabalhando sob a égide de uma Loja Maçónica, de referir, que uma Loja Maçónica tem que ser formada pelo mínimo de sete Maçons, com pelo menos três deles sendo Mestres Maçons.
Os três Mestres Maçons justificam-se pois há três "luzes", ou cargos que numa Loja Maçónica têm sempre que existir, o de Venerável Mestre o de Primeiro e Segundo Vigilantes  e estes obrigatoriamente têm que ser Mestres Maçons.  
O Triângulo maçónico por norma deve ser o embrião de uma nova Loja Maçónica.